# Jacques de Lalaing (1421-1453)

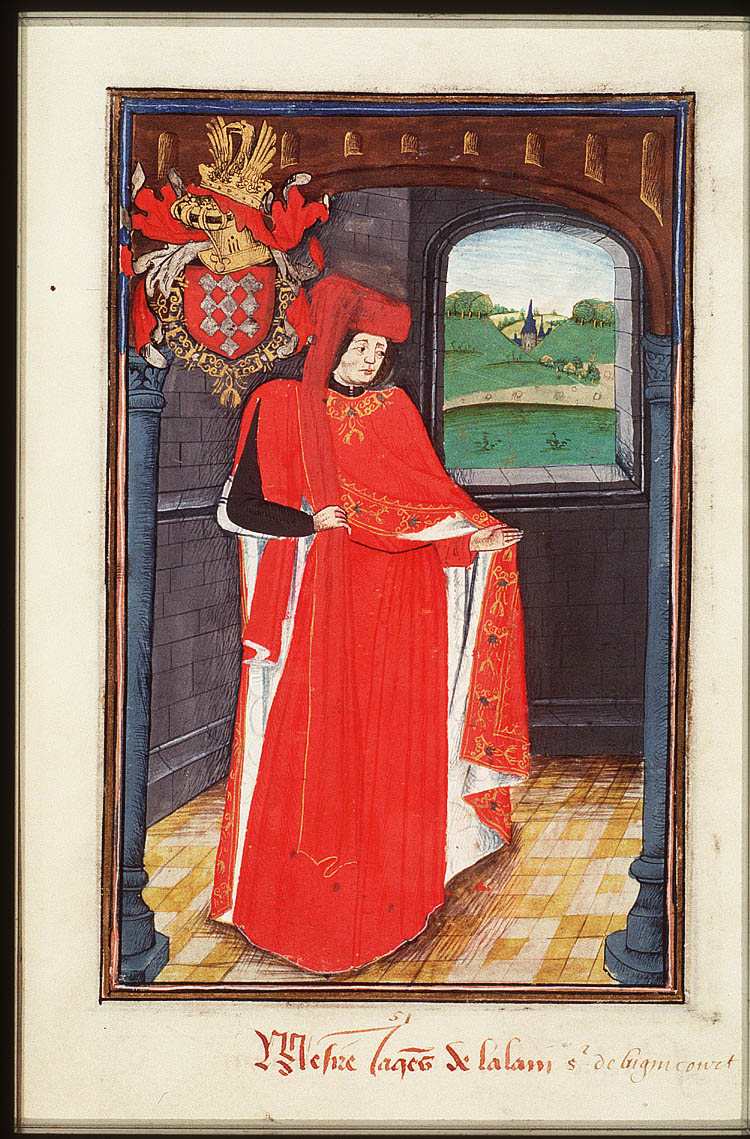
Jacques van Lalaing (1421-1453)

Jacques van Lalaing (Ecaussinnes-Lalaing, 1421 – Poeke, juli 1453), heer van Bugnicourt, was een vooraanstaand ridder van het Gulden Vlies.
Hij was de oudste zoon van Willem van Lalaing en Jeanne de Crequy in het graafschap Henegouwen. In de entourage van hertog Filips de Goede was hij rond 1440 een van de vermaardste tornooiridders. Hij nam geregeld deel aan wapenpassen. Heel Europa reisde hij af op zoek naar tegenstanders, maar niemand kon hem verslaan.
Jacques had drie broers: Jan die proost was van de Saint-Lambert-kathedraal in Luik, Philippe die een petekind was van Filips de Goede, en Antoine die door de Zwitsers werd gedood terwijl hij vocht voor de hertog van Bourgondië Karel de Stoute. Daarnaast had Jacques drie zussen: Yolande, die trouwde met Reinoud, heer van Brederode, Isabeau die trouwde met Pierre van Henin-Lietard Heer van Bossu en Grote Baron van Henegouwen, en Jeanne  die trouwde met Philippe van Bourbon.
Jacques was de neef van Simon de Lalaing die admiraal van Vlaanderen was van 1436 tot 1462. Simon stond eveneens bekend om zijn militaire bekwaamheid als ridder en was tevens lid van de Orde van het Gulden Vlies.
Als kind was Jacques goed opgeleid en werd hij zowel in het Latijn als in het Frans bekwaam. Maar het was in militaire sporten dat hij het meest uitblonk. Op jonge leeftijd ging hij naar het hof van Filips de Goede om te dienen en uiteindelijk ridder te worden. In 1436 werd hij door de hertog van Bourgondië met 600 strijders naar Frankrijk gestuurd om de koning van Frankrijk te dienen onder het bevel van maarschalk Jean de Villiers de L'Isle-Adam.
Lalaing sneuvelde tijdens de Gentse Opstand bij de beschieting van het Kasteel van Poeke. Een kanonschot uit een vogelaer deed een deel van het schild waarachter hij toekeek afbreken, dat een stuk van zijn hoofd wegsloeg. Filips de Goede was zo gegriefd dat hij na de inname van het kasteel al wie zich in het kasteel bevond liet opknopen, behalve kinderen, pastoors en melaatsen.

## Werken
Zijn roem en reputatie van ridderlijkheid strekte zo ver over Europa uit dat al tijdens zijn leven werken over hem verschenen. In het decennium na Lalaings dood werd Le livre des faits de Jacques de Lalaing geschreven, een biografie waar tal van prachtig verluchte manuscripten van bestaan.
Andere werken:
- Le livre des faits de Jacques de Lalaing, hg. von J. A. C. Buchon, Collection des chroniques et mémoires sur l'histoire de la France, Paris, 1839, Band 9.
- Le livre des faits du bon chevalier messire Jacques de Lalaing, in: Georges Chastellain, Œuvres, hg. von Joseph M. B. C. Kervyn de Lettenhove, Brüssel, Heussner, 1863–1866, 8 Bände, hier Band 8, S. 188–246. (die Zuschreibung der Chronik zu Chastelain wird heute bezweifelt).[2]
- Paul Rudnitzki: Der Turnierroman Livre des faits du bon chevalier Messire Jacques de Lalaing in der Anholter Handschrift, nebst einem Exkurs über den Verfasser, Münster, Aschendorffscher Verlag (Forschungen und Funde, 4, 1), 1915, 26 S. + 21 pl.